# 1082
Năm 1082 là một năm trong lịch Julius.